# Société d'histoire des Ardennes
La Société d'histoire des Ardennes, initialement intitulée Société d'études ardennaises, est une société savante ayant le statut d'une association loi de 1901. Le siège social de l'association est établi depuis 1955 aux Archives départementales des Ardennes à Charleville-Mézières.

## Historique
C’est en novembre 1954 que la Société d'études ardennaises est créée (Assemblée générale constitutive). Le récépissé de délibération signé du préfet en janvier 1955 définit l'objectif de cette nouvelle société présidée par Henri Brissot : « Encouragement de toutes les recherches locales en matière d’histoire et de géographie économique et humaine et vulgarisation de ces connaissances »,.
Le duo, dirigeant cette nouvelle société, est composé à l'époque de René Robinet, directeur des archives du département, et d'Henri Manceau, professeur à l'École normale d'instituteurs et historien. Le lien entre archivistes et chercheurs est dès le départ un des moteurs de cette association et de ses publications, avec par exemple, dans les contributeurs Patrick Périn, qui deviendra en 1996 directeur du Musée des antiquités nationales à Sainnt-Germain-en-Laye.
De 1955 à 1958, la structure porte le nom de « Société d'histoire des Archives départementales ». Le 2 mars 2013, la « société d'études ardennaises » devient la « Société d'histoire des Ardennes » pour plus de lisibilité dans le paysage ardennais.

## Objectifs et actions de la société
Le but de la Société d'histoire des Ardennes est de promouvoir les travaux de recherches historiques concernant le département des Ardennes. Pour faire connaître les résultats de ses recherches, la société édite une publication trimestrielle, Études ardennaises, dont le premier numéro paraît le 1er avril 1955. En 1969, la Revue historique ardennaise (RHA) succède aux Études ardennaises. Le titre reprend celui d'une publication de Jean Augustin Sénemaud dans la deuxième moitié du XIXe siècle.
L'année 2022 est marquée par la parution du 54e numéro de la RHA. Depuis 1955, les publications de la SHA représentent environ 12 000 pages, plus de 1 000 articles et plus de 200 auteurs. L'association organise également des conférences, des sorties culturelles et des expositions sur des thèmes tels que le 350e anniversaire de la fondation de Charleville en 1956, La chasse et les Ardennes en 1963, ou encore Itinéraire à travers la vie et l’œuvre de Jean Rogissart en 1965, etc.. Les conférences sont organisées de manière mensuelle, dans la salle de conférences des Archives départementales des Ardennes.

## Les publications
- 1945 à 1949 : Le Rimbaldien  (ISSN 1140-5899), organe de liaison des membres et amis du « Groupe artistique Arthur Rimbaud », dont le sous-titre varie de revue trimestrielle du Groupe artistique Arthur Rimbaud, pour devenir revue ardennaise de culture et d'études[7],[note 1].
- 1949 à 1955 : Présence ardennaise  (ISSN 1140-5910), revue trimestrielle illustrée de culture et d'études, éditée par le « Groupe artistique Arthur Rimbaud » de l'« Union artistique et intellectuelle des cheminots français »[8],[note 2].
- 1955 à 1968 : Cahiers d’Études ardennaises  (ISSN 1140-5864), revue trimestrielle illustrée[9],[note 3].
- 1969 - (en cours) : Revue historique ardennaise  (ISSN 0035-3272), en publication annuelle[10].

## Présidents
Liste des présidents successifs :
- 1955-1956 : Henri Brissot ;
- 1956-1992 : Jean-Marie Schmittel ;
- 1992-2006 : Michel Cart ;
- 2006-2010 : Jean-Pierre Marby ;
- 2010-2015 : Jérémy Dupuy ;
- 2015-2016 : Carole Marquet-Morelle ;
- 2016-2021 : Anne François ;
- 2021-2023 : Xavier Chevallier ;
- 2023-2024 : Jérémy Dupuy ;
- 2024-(en cours) : Florent Simonet.

## Archives
Les Archives départementales des Ardennes conservent, sous la cote 115J, les archives de la Société d'études ardennaises depuis sa préfiguration et sa création. Ce fonds rend donc bien compte de la genèse et des activités de ce qui est aujourd'hui la Société d'histoire des Ardennes. Il comporte deux grandes parties. La première concerne la constitution et l'organisation de la société. On y trouve des archives concernant les sociétés antérieures à la SEA, notamment la section culturelle du groupe artistique Arthur Rimbaud, ancêtre direct de la SEA. Les documents préparatoires à la publication des numéros de Présence ardennaise y sont par exemples conservés. Après un dossier relatif à la constitution de la société viennent les documents qui rendent compte du fonctionnement : conseil d'administration, assemblées générales, correspondance, comptabilité jusqu'en 2010. La seconde grande partie traite des activités de la SEA : documents relatifs aux publications (bulletin d’information, Études ardennaises, Revue historique ardennaise, Cahiers d'études ardennaises, ouvrages), aux événements organisés par la société (expositions, colloques, journées d’études, conférences, excursions…) ainsi qu'au prix d'honneur de la SEA. Une partie traite du musée de l'Ardenne (jusqu'en 1989). Le reste du fonds concerne la communication et la documentation.